# Пиво, Бернар
Берна́р Пиво́ (фр. Bernard Pivot; 5 мая 1935[…], Hôpital de la Croix-Rousse, 4-й округ Лиона — 6 мая 2024, Нёйи-сюр-Сен, О-де-Сен, Франция) — французский журналист, интервьюер и ведущий французских культурных телевизионных программ. Являлся председателем Гонкуровской академии.

## Биография
Родился в Лионе в семье владельца бакалейной лавки. Во время Второй мировой войны его отец, Шарль Пиво, был взят в плен в Германии, и его мать увезла семью в родную деревню, где Бернар начал ходить в школу. Его отец был освобождён из тюрьмы в 1945 году, и его семья вернулась в Лион. Пиво изучал право в Лионе, а затем переехал в Париж в 1955 году, где поступил в учебный центр для журналистов. С 1958 по 1974 год работал в журнале  Littéraire Figaro, став вскоре главой его литературного отдела. В 1974 году покинул Le Figaro. В 1970 году стал радиоведущим юмористической программы, акцентируя внимание на политических вопросах. В 1974 году телеканал France 2 начал трансляцию его программы под названием Apostrophes, которая продолжала выходить вплоть до 1990 года. В заключительной части этой передачи использовал модифицированный вариант так называемого «опросника Пруста». Программа была широко известна во Франции, и её аудитория в период наибольшей популярности составляла порядка 6,4 миллиона зрителей и каждый её выпуск завершался опросом. В 1990 году в программе «Апострофы» накануне III Съезда народных депутатов СССР прошли теледебаты будущего Президента России Бориса Ельцина и писателя Александра Зиновьева. Его передачу «Апострофы» сняли с эфира в 1990 году, но Пиво вернулся к своему опроснику в своей следующей программе «Культурный бульон», где вновь воспроизвёл этот формат. В разное время в программах Пиво участвовали и отвечали на вопросы анкеты Александр Солженицын, Владимир Набоков, Жорж Сименон, Чарльз Буковски, Умберто Эко и другие. Джеймс Липтон (англ. James Lipton), американский журналист-интервьюер и телеведущий цикла передач под общим названием «В студии актёрского мастерства» (англ. Inside the Actors Studio), увидев французскую передачу с этим опросником в 1980-х оценил по достоинству этот приём и решил применить его и в США. Липтон применил эту идею для своего шоу, которое начали транслировать по кабельному каналу «Bravo» начиная с 1994 года. В выпуске 2001 года Пиво и Липтон согласились сами впервые ответить на вопросы анкеты, выступив вместе.
Принял участие более чем в 16 фильмах начиная с 1978 года. Первая картина — «Госпожа следователь» (сериал). Бернар Пиво активен в социальных сетях и имеет персональный сайт. Его французский язык считается образцовым, выпустил книгу диктантов.
В начале XXI века брал интервью у Солженицына.
Умер 6 мая 2024 года от рака в Нёйи-сюр-Сен на следующий день после 89-летия.